# SMS S 17
SMS S 17 – niemiecki niszczyciel z okresu I wojny światowej, piąta jednostka typu S 13. Zatonął na minie na Morzu Północnym 16 maja 1917 roku .